# 슈퍼액션히어로
《슈퍼액션히어로》(Super Action Hero)는 2005년에 컴투스에서 개발된 모바일 게임이다.

## 특징
1. 기록형 액션 게임으로, 자신의 최대 기록을 자신이 갈아치우면서 즐거움을 얻을 수 있는 게임이다.
2. 경쾌한 타격감으로 모바일 게임에서 보기 어려운 액션성과 타격감을 지닌 게임이다.
3. 일정한 행동을 취하면 얻는 가면을 수집하는 재미가 있다.
4. 랭킹등록만으로 상대방의 데이터를 얻어 네트워크 대전의 효과를 느낄 수 있다. 즉, 사용자의 데이터만 내려받으면 추가적인 돈이 들 필요가 없다는 이야기이다.
5. 학교, 학원, 반 등의 집단 랭킹을 만들어서 집단 안의 사람들끼리 경쟁할 수 있다.

## 게임의 종류
게임의 종류에는 느껴줘, 버텨줘, 내려가줘, 혼내줘, 달려줘, 모아줘, 지켜줘, 올라가줘, 부셔줘, 막아줘, 이겨줘가 있다.
느껴줘
처음 시작하면 들어갈 수 있는 미션으로 조작법과 콤보 연속기를 알려준다. 시간 안에 마무리하면 기록으로 인정받는다.
내려가줘
블록들을 밟으면서 최대한 내려가야한다.
혼내줘
빨간색의 가면을 쓴 적만 없애야 하는 미션이다. 초록색의 가면을 쓴 적을 때리거나 체력이 다 닳으면 게임이 종료된다.
버텨줘
좁은 공간에 적들이 나온다. 적들은 아래로 떨어지면 다시 살아나지만 히어로는 떨어지면 게임이 종료되기 때문에 절대로 떨어지지 않고 오랫동안 버텨야 하는 게임이다.
달려줘
바닥이 오른쪽에서 왼쪽으로 자동으로 스크롤된다. 최대한 달려야 하는 게임이다.
모아줘
빨간색과 흰색으로 변하는 별을 모으는 미션으로 적들이 나타나 히어로를 방해한다. 적들이 별을 먹으면 그 적을 없애야 별을 먹을 수 있다.
지켜줘
매트릭스의 스미스가 나와 순간적으로 웃음을 주게 하는 미션이다. 슈퍼액션히어로의 메인 미션이라고도 할 수 있는 이 미션은 '얼마나 많은 적을 제거할 수 있는가'를 시험한다. 적은 갈수록 많아지기 때문에 자신의 실력을 쉽게 알 수 있다.
올라가줘
내려가줘와는 반대의 미션으로 내려가줘보다 난이도가 어렵다.
부셔줘
끝없이 나오는 벽들을 전부 부숴야 하는 게임으로 벽 하나가 레일 밖으로 떨어지면 죽지는 않지만 레일의 속도가 빨라진다.
막아줘
공중에서 떨어지는 폭탄을 부숴야 한다. 시간이 갈수록 폭탄이 떨어지는 개수는 많아진다. 그리고 적들도 나타난다. 바닥이 부서지면 게임이 끝난다.
이겨줘
랭킹을 등록하여 사용자의 데이터를 받아 대전하는 미션이다. 일정 승수를 획득하면 가면을 얻을 수 있다.

## 평가
| 평론 점수 | 평론 점수 |
| 평론사    | 점수      |
| --------- | --------- |
| IGN       | 7.5       |

| 수상   | 수상                                  |
| 평론사 | 수상                                  |
| ------ | ------------------------------------- |
| AT&T   | Most Visually Innovative game of 2007 |